# Swalecliffe
Swalecliffe est un village situé dans le district de Canterbury dans le Kent en Angleterre. Le village est situé entre la ville de Whitstable et la ville de Herne Bay.